# Шихово (Польща)
Шихово (пол. Szychowo) — село в Польщі, у гміні Ковалево-Поморське Ґолюбсько-Добжинського повіту Куявсько-Поморського воєводства.
Населення — 258 осіб (2011).
У 1975-1998 роках село належало до Торунського воєводства.

## Демографія
Демографічна структура станом на 31 березня 2011 року:
|          | Загалом | Допрацездатний вік | Працездатний вік | Постпрацездатний вік |
| -------- | ------- | ------------------ | ---------------- | -------------------- |
| Чоловіки | 123     | 20                 | 94               | 9                    |
| Жінки    | 135     | 31                 | 75               | 29                   |
| Разом    | 258     | 51                 | 169              | 38                   |